# Diecezja Vicenzy
Diecezja Vicenza – diecezja Kościoła rzymskokatolickiego we północnych Włoszech, w metropolii Wenecji, w regionie kościelnym Triveneto.
Została erygowana w II wieku. Parafie wchodzące w skład diecezji leżą na obszarze świeckich prowincji Vicenza, Werona i Padwa.